# Sidemia fulva
Sidemia fulva är en fjärilsart som beskrevs av Rothschild 1914. Sidemia fulva ingår i släktet Sidemia och familjen nattflyn. Inga underarter finns listade i Catalogue of Life.